# 양정진
양정진(梁禎眞, 1962년 8월 3일 ~ )은 대한민국의 대학 교수, 컴퓨터공학자이다.

## 학력
- 1992 ~ 1998 미국 코네티컷 대학교대학원 박사
- 1989 ~ 1992 미국 코네티컷 대학교대학원 석사
- 1981 ~ 1985 이화여자대학교 학사

## 주요경력
- 가톨릭대 컴퓨터전자공학부 컴퓨터공학전공 조교수
- 가톨릭대 컴퓨터정보공학부 조교수
- 가톨릭대 컴퓨터정보공학부 부교수
- 가톨릭대 컴퓨터정보공학부 학부장
- [現] 가톨릭대 컴퓨터정보공학부 교수
- [現] 한국정보과학회 이사

## 가족
- 남편: 이상규(李尙揆) :연세대학교 생명공학부 교수